# Utba ibne Rabia
Utba ibne Rabia Alcoraixi (em árabe: عتبة بن ربيعة‎; romaniz.: Utbah ibn Rabi'ah al-Quraxi), melhor conhecido só como Utba ibne Rabia, foi um proeminente líder dos coraixitas no tempo do profeta Maomé (r. 571–632). Era pai de Abu Hudaifa que esteve presente nas inúmeras campanhas do profeta e Hinde, que se casou com Abu Sufiane ibne Harbe e gerou o futuro califa Moáuia I (r. 661–680).